# العقيمة (مذيخرة)

تعديل مصدري - تعديل

العقيمة محلة تابعة لقرية حصبان، التابعة لعزلة خولان بمديرية مذيخرة إحدى مديريات محافظة إب في الجمهورية اليمنية.، بلغ تعداد سكانها 127 حسب تعداد اليمن لعام 2004.